# Megachile commixta
Megachile commixta är en biart som först beskrevs av Pasteels 1970.  Megachile commixta ingår i släktet tapetserarbin, och familjen buksamlarbin. Inga underarter finns listade i Catalogue of Life.